# 阿拉茨基维城堡
阿拉茨基维城堡是一座位於愛沙尼亞塔爾圖縣佩普西埃雷市镇阿拉茨基维小镇的哥德復興式建築，建於17世紀。這座城堡曾於19世紀末，由阿弗德·馮·納爾恩（Arved von Nolcken）男爵以英國王室位於蘇格蘭的巴摩拉城堡為原型改建；2005年至2011年時則被大幅整修。城堡一樓的5個房間如今是愛德華·圖賓博物館。根據紀錄，這位愛沙尼亞作曲家曾在此作曲。
阿拉茨基维城堡周圍環繞著許多附屬建築，以及塔爾圖縣最大的森林公園，面積達130公頃（320英畝）。公園內種滿橡樹、梣樹、楓樹與赤楊，還設有一條沿路種滿椴樹的林蔭大道。

## 位置
阿拉茨基维城堡位於愛沙尼亞塔爾圖北方40公里處，離該國首都塔林約205公里。:126城堡建於阿拉茨基维山谷底部的阿拉茨基维湖岸高地。:197

## 歷史
阿拉茨基维城堡莊園最早於1601年出現在歷史紀載中。瑞典國王古斯塔夫二世·阿道夫於1628年將它賞賜給大臣尤安·阿德烈·薩爾繆斯（Johan Adler Salvius）。1642年，它被轉讓給尤埃·欽丘曼；1753年，再被賣給斯塔柏格（Stackelbergs），並於1870年由阿弗德·馮·納爾恩男爵繼承其所有權。 
阿弗德·馮·納爾恩男爵於1873年至1885年間，按照他自己的設計圖重建阿拉茨基维城堡，樣式為蘇格蘭男爵建築，看起來就像英國維多利亞女王的巴摩拉城堡縮小版；:178納爾恩男爵曾於1875年造訪這座英國城堡。1919年，整個城堡莊園在國有化風潮中，成為愛沙尼亞共和國的財產，劃為農業部管轄。其後，阿拉茨基维城堡變成學校、騎兵營、公有農地、議會辦公室、電影院與圖書館。根據城堡原來的主人，納爾恩男爵及其後代所留下來的照片，城堡國有化後歷經翻新，已經和它原始的樣貌大不相同。2011年，愛沙尼亞政府決定整修阿拉茨基维城堡莊園，然後由阿拉茨基维城堡基金會（Alatskivi Castle Foundation）負責管理，並將城堡對公眾開放。

## 特色
作家艾因·欣斯伯格（Ain Hinsberg）指出，阿拉茨基维城堡莊園是一座仿英式城堡。:97城堡建築本身並不對稱，一側只有一層樓，另一側卻有兩層樓，外加一個砲塔。
2011年，愛德華·圖賓博物館開幕，使用城堡一樓的5個房間，用以展覽這位愛沙尼亞作曲家的生平成就；他是愛沙尼亞備受尊敬的作曲家之一。創館展覽品來自海諾·艾勒塔爾圖音樂學院，該學院提供曾與圖賓共事的音樂家們所收藏的相關物品。這些音樂家包括海諾·艾勒、愛德華·歐雅、阿爾弗雷德·卡林迪、歐拉夫·羅茲與卡爾·萊希特。展品包括圖賓的音樂紀錄、手稿、書籍、電影、相片、樂器、唱片與戲服草圖等。博物館裡也放了一座城堡本身的建築模型，並播放圖賓創作的音樂。

## 莊園
阿拉茨基维莊園面積約130公頃（320英畝） ，種滿橡樹、梣樹、楓樹與赤楊，還設有一座沿路種滿椴樹的林蔭大道，是塔爾圖縣最大的公園。在莊園與阿拉茨基维自然保留區（Alatskivi Nature Reserve）間，鋪有一條自行車道。莊園邊界是科德西森林，曾立有一座「觀景殿的阿波羅」複製品雕像，但已被遷至塔林的卡德里奧公園。 
城堡建築旁圍繞著許多石造房舍。19世紀時，整座莊園有57座建築，現存41座。這些建築分散在莊園的四大區域，以道路相連。核心區域包含城堡本身、驛站與奶酪地窖；核心外的經濟區域包含洗衣間、廚房、馬廄與棚屋等；再來則是穀倉、教堂、磨坊與公墓區域；最外圍則是「觀景殿的阿波羅」與愛沙尼亞民間傳奇人物卡列維波埃格的安息地。

## 延伸閱讀
- Hein, Ants. . Tallinn: Tänapäev. 2009. ISBN 978-9985-62-765-5 （爱沙尼亚语）.
- Sakk, Ivar. . Tallinn: Sakk & Sakk OÜ. 2004. ISBN 9949-10-117-4 （爱沙尼亚语）.

## 外部連結
- 官方网站 （文）